# TUM School of Life Sciences
Die TUM School of Life Sciences (bis Ende September 2020 Wissenschaftszentrum Weihenstephan für Ernährung, Landnutzung und Umwelt, kurz WZW) ist ein am Campus Weihenstephan in Freising angesiedelter Teil der Technischen Universität München.
Die interdisziplinäre Verschränkung aller Disziplinen der Life Sciences am Campus Freising-Weihenstephan ermöglicht die Erforschung des gesamten Lebenszyklus von Nahrungsmitteln und Rohstoffen. Von den genetischen und biologischen Grundlagen über die Erzeugung bis hin zu Verarbeitung und Konsum untersuchen Weihenstephaner Forschende die Wertschöpfungskette. Zusätzlich ist die TUM School of Life Sciences eng mit der Hochschule Weihenstephan-Triesdorf und der Bayerischen Landesanstalt für Landwirtschaft verbunden, die sich ebenfalls auf dem Campus befinden.
Rund 100 Professorinnen und Professoren betreuen etwa 4.600 Studenten. Forschungsschwerpunkte sind die Bio- und Gentechnologie, biogene Rohstoffe, Ernährungswissenschaft sowie die Verfahrenstechnik der Stoffumwandlung vom Rohstoff zum Lebensmittel (mit den traditionsreichen Brauerei-Lehrstühlen), nachhaltige Landnutzung, Forstwirtschaft, Holzforschung, Ökosystemforschung sowie Ökologie.

## Forschungsschwerpunkte: One Health und nachhaltige Lebensgrundlagen
Forschungsschwerpunkt an der TUM School of Life Sciences ist das interdisziplinäre Forschungsfeld One Health und nachhaltige Lebensgrundlagen. Dabei wird die enge Wechselwirkung zwischen der Gesundheit von Menschen, Tieren, Pflanzen, Mikroorganismen, Böden und Umwelt betrachtet. Vor dem Hintergrund globaler Herausforderungen wie Klimawandel, Bevölkerungswachstum, Biodiversitätsverlusten und begrenzten Ressourcen beschäftigen sich Forschende mit Themen der Ernährungssicherung und Krankheitsprävention. An der TUM School of Life Sciences arbeiten Wissenschaftlerinnen und Wissenschaftler verschiedener Disziplinen gemeinsam an zentralen Fragestellungen in den Bereichen:
- gesunde und resiliente Lebensräume,[4]
- Gesundheit von Mensch und Tier[5] sowie
- gesunde und nachhaltige Lebensmittel[6].

Durch die Verknüpfung von Erkenntnissen aus unterschiedlichen Fachgebieten wird ein umfassendes Verständnis biologischer und ökologischer Prozesse entwickelt, mit dem Ziel, nachhaltige Strategien zum Erhalt der Umwelt und zur Förderung der Gesundheit auf globaler Ebene zu erarbeiten.

## Forschungsdepartments
Untergliedert in drei Departments schöpft die School ihr Innovationspotential aus der fachübergreifenden Zusammenarbeit von Wissenschaftlerinnen und Wissenschaftlern, die gemeinsam an interdisziplinären Fragestellungen forschen. Die drei Departments sind:
- Molecular Life Sciences
- Life Science Engineering
- Life Sciences Systems

## Studienangebot
Die TUM School of Life Sciences bietet Bachelor-, Master- und Lehramtsstudiengänge sowie einen Diplom-Studiengang.
Bachelorstudiengänge (B. Sc.):
- Agrarwissenschaften und Gartenbauwissenschaften
- Brauwesen und Getränketechnologie
- Forstwissenschaften und Ressourcenmanagement
- Landschaftsarchitektur und Landschaftsplanung
- Lebensmittelchemie
- Lebensmitteltechnologie
- Life Sciences Biologie
- Life Sciences Ernährungswissenschaft
- Molekulare Biotechnologie
- Pharmazeutische Bioprozesstechnik

Masterstudiengänge (M. Sc.):
- Agrarsystemwissenschaften
- Agricultural Biosciences
- AgriFood Economics, Policy and Regulation
- Biologie
- Brauwesen und Getränketechnologie
- Forst- und Holzwissenschaft
- Ingenieurökologie
- Lebensmittelchemie
- Lebensmitteltechnologie
- Molekulare Biotechnologie
- Naturschutz und Landschaftsplanung
- Nutrition and Biomedicine
- Pharmazeutische Bioprozesstechnik
- Sustainable Food
- Sustainable Resource Management

Diplom-Braumeister:
- Brauwesen mit Abschluss Diplom-Braumeister[7]

## Entwicklung der TUM am Hochschulstandort Weihenstephan
- 1803 wurde durch den bayerischen Kurfürsten und späteren König Max Joseph von Bayern in den wegen der Säkularisation in Bayern leer stehenden Gebäuden des Klosters Weihenstephan zunächst eine Forstschule, im Januar 1804 dann eine Musterlandwirtschaftsschule und die „Kurfürstliche Centralbaumschule Weihenstephan“ gegründet.
- 1807 Schließung der Schule aufgrund der napoleonischen Kriege (1792–1815);
- 1822 Wiedereröffnung der Landwirtschaftsschule in Schleißheim und 1852 Verlagerung nach Weihenstephan;
- 1855 Gründung der Bayerischen Hauptversuchsanstalt für Landwirtschaft durch Justus von Liebig;
- 1895 Weihenstephan wird zur „Königlichen Bayerischen Akademie für Landwirtschaft und Brauereien“;
- 1907 Die Weihenstephaner Versuchsbrauerei entstand.
- 1928–1930 Eingliederung der Weihenstephaner Akademie in die Technische Hochschule München (spätere TUM);
- 1970 Planmäßiger Ausbau des Campus, der Mensa und des Zentralen Hörsaalgebäudes mit Praktikabau (Inbetriebnahme zum Wintersemester 1979);
- 1998 Verlagerung der TUM Biologie von Garching nach Weihenstephan;
- 1999 Mit Beschluss des Bayerischen Ministerrats wurde die Forstwissenschaftliche Fakultät der Ludwig-Maximilians-Universität München (LMU) in die  Technische Universität München integriert.
- 2000 Gründung des Wissenschaftszentrums Weihenstephan für Ernährung, Landnutzung und Umwelt: Die drei am Standort existierenden Fakultäten „Landwirtschaft und Gartenbau“, „Brauwesen, Lebensmitteltechnologie und Milchwissenschaft“ sowie „Forstwissenschaft“ wurden mit der TUM-Biologie zu einer neuen, interdisziplinär aufgestellten Fakultät zusammengeschlossen.
- 2020 Überführung des Wissenschaftszentrums Weihenstephan in die TUM School of Life Sciences als die erste von künftig sieben Schools in der neuen Organisationsstruktur der Technischen Universität München.[8]